# Okresní soud ve Znojmě
Okresní soud ve Znojmě je okresní soud se sídlem ve Znojmě. Nachází se v historické budově s bezbariérovým přístupem na náměstí Republiky. Rozhoduje jako soud prvního stupně ve všech trestních a civilních věcech, ledaže jde o specializovanou agendu (nejzávažnější trestné činy, insolvenční řízení, spory ve věcech obchodních korporací, hospodářské soutěže, duševního vlastnictví apod.), která je svěřena krajskému soudu.
Znojemský okresní soud vznikl roku 1850, tehdy spadal do obvodu krajského soudu ve Znojmě. Do obvodu brněnského krajského soudu byl připojen až roku 1949.

## Budova
Budova původně sloužila také krajskému soudu, o čemž dodnes svědčí lidová přezdívka „Krajzák“ (z německého Kreisgericht). Poté, co na přelomu 19. a 20. století přestala kapacitně vyhovovat stará radnice v Obrokové ulici, bylo rozhodnuto o výstavbě budovy určené přímo k soudním účelům u jižních hradeb města, na dnešním náměstí Republiky u křižovatky s dnešní Dyjskou ulicí. Architekti Johann Unger, Klement Prinosil a Franz Svoboda navrhli neoklasicistní palác se čtyřmi křídly a dominantní hodinovou věží. Výstavba probíhala v letech 1913–1919.
K 7. červenci 1989 byla do státního rejstříku jako kulturní památka pod rejstříkovým číslem 7-8371 zapsána „urbanisticko-architektonická zástavba nám. Republiky“, a to postupem, který dle zákona v té době již více než rok a půl nebyl přípustný. Podle výkladu ministerstva kultury z roku 2017 jsou takové zápisy sice nezákonné, ale platné až do doby, než je oprávněná osoba napadne. Budova spadá též do ochranného pásma městské památkové rezervace historické jádro Znojma, které bylo stanoveno 15. května 1989 rozhodnutím ONV ve Znojmě.

## Soudní obvod
Obvod Okresního soudu ve Znojmě se zcela neshoduje s okresem Znojmo, patří do něj území všech těchto obcí:
Bantice •
Běhařovice •
Bezkov •
Bítov •
Blanné •
Blížkovice •
Bohutice •
Bojanovice •
Borotice •
Boskovštejn •
Božice •
Branišovice •
Břežany •
Citonice •
Ctidružice •
Čejkovice •
Čermákovice •
Černín •
Damnice •
Dobelice •
Dobřínsko •
Dobšice •
Dolenice •
Dolní Dubňany •
Dyjákovice •
Dyjákovičky •
Dyje •
Džbánice •
Grešlové Mýto •
Havraníky •
Hevlín •
Hluboké Mašůvky •
Hnanice •
Hodonice •
Horní Břečkov •
Horní Dubňany •
Horní Dunajovice •
Horní Kounice •
Hostěradice •
Hostim •
Hrabětice •
Hrádek •
Hrušovany nad Jevišovkou •
Chvalatice •
Chvalovice •
Jamolice •
Jaroslavice •
Jevišovice •
Jezeřany-Maršovice •
Jiřice u Miroslavi •
Jiřice u Moravských Budějovic •
Kadov •
Korolupy •
Kravsko •
Krhovice •
Křepice •
Křídlůvky •
Kubšice •
Kuchařovice •
Kyjovice •
Lančov •
Lechovice •
Lesná •
Lesonice •
Litobratřice •
Loděnice •
Lubnice •
Lukov •
Mackovice •
Mašovice •
Medlice •
Mikulovice •
Milíčovice •
Miroslav •
Miroslavské Knínice •
Morašice •
Moravský Krumlov •
Našiměřice •
Němčičky •
Nový Šaldorf-Sedlešovice •
Olbramkostel •
Olbramovice •
Oleksovice •
Onšov •
Oslnovice •
Pavlice •
Petrovice •
Plaveč •
Plenkovice •
Podhradí nad Dyjí •
Podmolí •
Podmyče •
Práče •
Pravice •
Prokopov •
Prosiměřice •
Přeskače •
Rešice •
Rozkoš •
Rudlice •
Rybníky •
Skalice •
Slatina •
Slup •
Stálky •
Starý Petřín •
Stošíkovice na Louce •
Strachotice •
Střelice •
Suchohrdly •
Suchohrdly u Miroslavi •
Šafov •
Šanov •
Šatov •
Štítary •
Šumice •
Šumná •
Tasovice •
Tavíkovice •
Těšetice •
Trnové Pole •
Troskotovice •
Trstěnice •
Tulešice •
Tvořihráz •
Uherčice •
Újezd •
Únanov •
Valtrovice •
Vedrovice •
Velký Karlov •
Vémyslice •
Vevčice •
Višňové •
Vítonice •
Vracovice •
Vranov nad Dyjí •
Vranovská Ves •
Vratěnín •
Vrbovec •
Výrovice •
Vysočany •
Zálesí •
Zblovice •
Znojmo •
Želetice •
Žerotice •
Žerůtky